# Балма (Торино)
Балма (итал. Balma) је насеље у Италији у округу Торино, региону Пијемонт.
Према процени из 2011. у насељу је живело 276 становника. Насеље се налази на надморској висини од 882 м.